# Kume Kunitake
Kume Kunitake (久米 邦武) (19 août 1839 - 24 février 1931) est un scientifique japonais et historien pendant les ères Meiji et Taishō. Il a un fils Keiichirō Kume qui devient peintre renommé.

## Biographie
Né à Bizen (aujourd'hui Saga). 

### Mission Iwakura
Il se joint à la mission Iwakura de 1871 à 1873 et publie en 1888 un compte rendu sur ce voyage sous le titre Un vrai rapport sur le voyage d'observation à travers les États-Unis d'Amérique et l'Europe de l'ambassadeur extraordinaire et plénipotentiaire (Tokumei zenken taishi Bei-O kairan jikki).

### Travaux d'universitaires

#### Travaux à l'Université Impériale de Tokyo

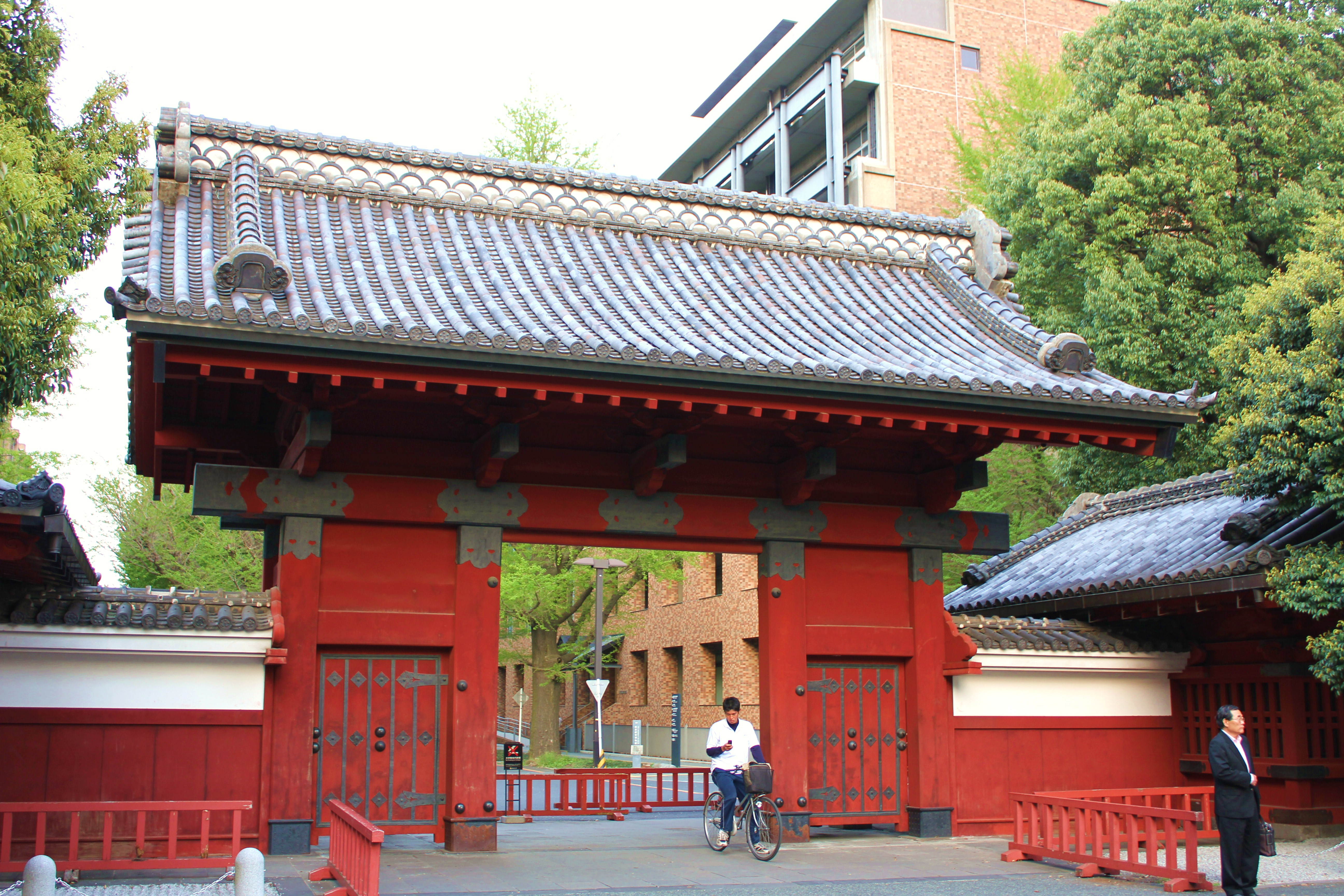
Il intègre l'université impériale de Tokyo, principal établissement d'enseignement supérieur du pays à l'époque.

Comme les régimes précédents, le gouvernement de Meiji cherche à utiliser l'histoire pour assoir sa légitimité. Dès avril 1869, l'empereur publie un rescrit dans lequel il indique son intention de publier une œuvre dans le style des Six histoires nationales. Dans ce but, un institut historique voit le jour la même année, et Kume intègre la nouvelle structure ; la plupart des historiens y travaillant sont issus de la tradition néo-confucéenne et ont souvent pris part au renversement du régime précédant en étant actifs politiquement.
Lors des années 1870 il travaille peu à l'écriture d'une histoire nationale. La plupart du travail de l'Institut s'oriente vers la collecte de sources écrites. Le fonctionnement de l'institut évolue lorsque celui-ci intègre l'université de Tokyo en 1888. Kume Kunitake ainsi que ses collègues comme Hoshino Hisashi et Shigeno Yasutsugu travaillent au sein du département d'histoire de l'université. Ludwig Riess l'introduit lui et d'autres historiens à l'historiographie allemande.

#### L'affaire Kume
En octobre 1891, la revue Shigaku zasshi fait paraître un article de Kume intitulé « Le Shintō, superstition de vénération du ciel » (神道ハ祭天ノ古俗). Celui-ci porte, en partie, sur les principes religieux du shintō, religion ancestrale du Japon. Kume y affirme que le shintō ne présente pas de base morale comme d'autres religions : elle serait donc, selon lui, moins évoluée que d'autres systèmes de croyances arrivés plus tard dans l'archipel, comme le bouddhisme ou le néoconfucianisme. 
L'économiste Taguchi Ukichi, une des figures des « lumières japonaises », donne une nouvelle publicité à l'article de Kume en en publiant une version légèrement remaniée dans sa revue Shikai (史海) en janvier 1892. Cette seconde publication provoque de très nombreuses réactions dans les médias, et Kume est pris pour cible par les milieux religieux et conservateurs. Dès le 3 mars, le ministère de l'éducation ordonne à Kume de présenter sa démission, et le 5 mars le ministère de l'Intérieur suspend la publication de plusieurs revues liées à l'affaire, dont Shigaku zasshi et Shikai. Le 30 mars, Kume quitte ses fonctions de professeur.

#### Suite de sa carrière à l'Université Waseda
Après sa démission de l'Université de Tokyo, Kume exerce deux ans à l'Université Saint-Paul. Il accepte ensuite de poursuivre son travail d'études de documents anciens dans l'établissement d'un de ses proches : Ōkuma Shigenobu, qui a fondé, dix ans avant le début de l'affaire, l'Université Waseda. Dans les années 1910 et 1920, ses publications lui valent de nouveau d'être inquiété par l'Agence impériale, le ministère de l'éducation, et le ministère de l'Intérieur et certains de ses livres sont censurés ou interdits dans les bibliothèques publiques.

## Sources